# Request + Line
Request + Line – trzeci singiel amerykańskiej grupy Black Eyed Peas promujący drugi album studyjny Bridging the Gap. Jest to jedyna piosenka zespołu która trwa aż 9 minut i 21 sekund. Singel został nagrany wspólnie z Macy Gray.

## Notowania
| Pozycje (2001)                       | Miejsca |
| ------------------------------------ | ------- |
| Australian ARIA Singles Chart        | 21      |
| Mega Single Top 100                  | 86      |
| Media Control Charts                 | 85      |
| Nowa Zelandia - RIANZ Singles Chart  | 10      |
| UK Singles Chart                     | 31      |
| UK R&B Singles Chart                 | 8       |
| U.S. Billboard Hot 100               | 63      |
| U.S. Billboard Hot R&B/Hip-Hop Songs | 51      |
| U.S. Billboard Hot Rap Singles       | 2       |